# Lopets
Lopets (en rus: Лопец) és un poble deshabitat de l'óblast de Leningrad, a Rússia. És documentat per primera vegada el 1500.